# NGC 5398
NGC 5398 هي مجرة حلزونية تقع في كوكبة قنطورس (كوكبة).

## وصلات خارجية
- NGC 5398 على موقع ويكي سكاي: DSS2, SDSS, GALEX, IRAS, Hydrogen α, X-Ray, Astrophoto, Sky Map, Articles and images